# 12799 von Suttner
For the Nobel Laureate see Bertha von Suttner
12799 von Suttner là một tiểu hành tinh vành đai chính với chu kỳ quỹ đạo là 1389.9060620 ngày (3.81 năm).
Nó được phát hiện ngày 16 tháng 11 năm 1995.